# Arsinoe I
Arsinoe I, född förmodligen 305 f.Kr., död efter 248 f.Kr., var drottning och medregent i ptolemeiska riket från 284 eller 281– till ca 274 f.Kr. Hon var den första makan till Ptolemaios II Filadelfos av Egypten. 

## Biografi
Arsinoe I var dotter till en av diadokerna: kung Lysimachos av Thrakien och Makedonien, och drottning Nikaia. Äktenskapet med Ptolemaios II av Egypten arrangerades som en del av en politisk allians mellan hennes far och make mot den seleukidiske kungen Seleukos I. Tidpunkten för bröllopet är okänd, men den ägde rum någon gång mellan 289 och 281 f.Kr. Hennes makes syster, Arsinoe II, gifte sig vid samma tid med hennes far och blev hennes styvmor, och fick snart därefter hennes far att mörda hennes bror.  
Arsinoe I blev genom äktenskapet med Ptolemaios II i enlighet med egyptisk sed rent formellt drottning och medregent av Egypten. I verkligheten tillät hennes make henne inte att utöva någon politisk makt, och den religiösa ceremoniella sidan av drottningrollen sköttes av hennes svärmor Berenike I, som fram till sin död 279 behöll sin ställning som drottning och medregent. 
År 277 f.Kr. återvände hennes makes syster och hennes egen före detta svärmor Arsinoe II till Egypten och inledde ett incestuöst förhållande med hennes make. Hennes svägerska anklagade henne för ett förbereda ett kuppförsök. Enligt en version ska hon också verkligen ha gjort ett misslyckat försök att uppvigla befolkningen i Alexandria sedan hon fått veta att syskonen planerade att gifta sig med varandra och avsätta henne. Oavsett om anklagelsen var sann eller inte, skilde sig maken från henne, avsatte henne, och dömde henne för konspirationen eller det påstådda konspirationsförsöket till förvisning till ön Koptos i Nilen i närheten av Luxor. Detta skedde vid samma tidpunkt som även makens halvsyster Theoxena av Egypten förvisades till Thebais i närheten, något som kanske hade samband med saken. Efter hennes förvisning gifte sig exmaken med sin syster och gjorde henne till sin medregent, och förklarade också sina barn från första äktenskapet som födda i sitt andra. 
Arsinoe I levde inte i fängelse utan i ett bekvämt lyxliv i husarrest i Koptos och saknade heller inte status som före detta drottning och mor till tronarvingen. Hon omnämns vid livet sista gången år 248 f.Kr. Två år senare avled maken och efterträddes av hennes son. Hennes dödsår är okänt. 

## Barn
1. Ptolemaios III
2. Berenike Syra